# Broken Arrow (Oklahoma)
Broken Arrow és la quarta ciutat més poblada d'Oklahoma, als Estats Units d'Amèrica. Segons el cens del 2000 tenia 74.859 habitants.

## Demografia
Segons el cens del 2000, Broken Arrow tenia 74.859 habitants, 26.159 habitatges, i 21.162 famílies. La densitat de població era de 642,4 habitants per km².
Dels 26.159 habitatges en un 45,5% hi vivien nens de menys de 18 anys, en un 68% hi vivien parelles casades, en un 9,7% dones solteres, i en un 19,1% no eren unitats familiars. En el 15,7% dels habitatges hi vivien persones soles el 4,7% de les quals corresponia a persones de 65 anys o més que vivien soles. El nombre mitjà de persones vivint en cada habitatge era de 2,84 i el nombre mitjà de persones que vivien en cada família era de 3,18.
Per edats la població es repartia de la següent manera: un 30,8% tenia menys de 18 anys, un 7,7% entre 18 i 24, un 32,3% entre 25 i 44, un 21,6% de 45 a 60 i un 7,5% 65 anys o més.
L'edat mediana era de 33 anys. Per cada 100 dones de 18 o més anys hi havia 91,2 homes.
La renda mediana per habitatge era de 53.507$ i la renda mediana per família de 58.891$. Els homes tenien una renda mediana de 42.397$ mentre que les dones 27.559$. La renda per capita de la població era de 21.555$. Entorn del 3,4% de les famílies i el 4,5% de la població estaven per davall del llindar de pobresa.

## Poblacions més properes
El següent diagrama mostra les poblacions més properes.